# Championnat du Monténégro de football 2016-2017
Navigation
Saison 2015-2016 Saison 2017-2018
La saison 2016-2017 de Prva Crnogoska Liga est la onzième édition de la première division monténégrine. Lors de celle-ci, le FK Mladost Podgorica tente de conserver son premier titre de champion face aux onze meilleurs clubs monténégrins lors d'une série de matchs se déroulant sur toute l'année, chaque équipe affrontant à trois reprises ses adversaires. En fin de saison, les trois derniers du classement sont relégués et remplacés par le champion de deuxième division alors que les clubs classés 8e et 9e doivent disputer un barrage de promotion-relégation face aux 2e et 3e de D2.
La prochaine saison la ligue sera réduite à 10 clubs.
Trois places sont qualificatives pour les compétitions européennes, la quatrième place étant attribuée au vainqueur de la Coupe du Monténégro de football 2016-2017. À l'issue de la saison, le champion se qualifiera pour le 2e tour de qualification des champions de la Ligue des champions 2017-2018.

## Équipes participantes
Après la saison 2015-2016, le FK Mornar Bar a été relégué en Druge Liga 2016-2017 en tant que douzième du championnat, qui a été remplacé par le  FK Jedinstvo Bijelo Polje champion de Druge Liga.
Légende des couleurs
- Ligue des champions 2016-2017
- Ligue Europa 2016-2017
- Promu de Druge Liga 2016-2017

| Club                      | Classement 2015-2016 | Ville            | Entraineur                          | Stade                   | Capacité | Site internet |
| ------------------------- | -------------------- | ---------------- | ----------------------------------- | ----------------------- | -------- | ------------- |
| FK Mladost Podgorica      | Champion             | Podgorica        | Nikola Rakojević                    | Stadion FK Mladost      | 2,000    | Site officiel |
| FK Budućnost Podgorica    | 2e                   | Podgorica        | Miodrag Vukotić                     | Stadion pod Goricom     | 17,000   | Site officiel |
| FK Rudar Pljevlja         | 3e                   | Pljevlja         | Mirko Marić Dragan Radojičić        | Stadion pod Golubinjom  | 5,000    | Site officiel |
| FK Bokelj Kotor           | 4e                   | Kotor            | Slobodan Drašković Zoran Krivokapić | Stadion pod Vrmcem      | 5,000    |               |
| FK Sutjeska Nikšić        | 5e                   | Nikšić           | Nebojša Jovović                     | Stadion kraj Bistrice   | 5,000    | Site officiel |
| FK Dečić Tuzi             | 6e                   | Tuzi             | Edis Mulalić                        | Stadion Tuško polje     | 3,000    | Site officiel |
| FK Grbalj Radanovići      | 7e                   | Radanovići       | Dragoljub Đuretić                   | Stadion Donja Sutvara   | 1,500    | Site officiel |
| FK Zeta Golubovci         | 8e                   | Golubovci        | Dejan Roganović                     | Stadion Trešnjica       | 4,000    | Site officiel |
| FK Lovćen Cetinje         | 9e                   | Cetinje          | Dragan Kanatlarovski                | Stadion Obilića Poljana | 2,000    | Site officiel |
| FK Iskra Danilovgrad      | 10e                  | Danilovgrad      | Radislav Dragićević                 | Stadion Braća Velašević | 2,500    |               |
| OFK Petrovac              | 11e                  | Petrovac na Moru | Ivan Brnović Aleksandar Nedović     | Stadion pod Malim brdom | 1,600    | Site officiel |
| FK Jedinstvo Bijelo Polje | 1er D2               | Bijelo Polje     | Slavoljub Bubanja                   | Gradski stadion         | 5,000    | Site officiel |

## Compétition

### Format
Chacune des douze équipes participant au championnat s'affronte à trois reprises pour un total de trente-trois matchs chacune. L'équipe terminant douzième est directement reléguée en Druge Liga 2017-2018 tandis que les équipes terminant au dixième et onzième rang jouent un match de barrage promotion-relégation contre le deuxième et troisième de deuxième division.

### Classement
Les équipes sont classées selon leur nombre de points, lesquels sont répartis comme suit : trois points pour une victoire, un point pour un match nul et zéro point pour une défaite. Pour départager les égalités, les critères suivants sont utilisés :
1. Différence de buts générale
2. Nombre de buts marqués

Si ces critères ne permettent pas de départager les équipes à égalité, celles-ci occupent donc la même place au classement officiel. Si deux équipes sont à égalité parfaite au terme du championnat et que le titre de champion, la qualification à une compétition européenne ou la relégation sont en jeu, les deux équipes doivent se départager au cours d'un match d'appui disputé sur terrain neutre.
| \| Rang \| Équipe \| Pts \| J \| G \| N \| P \| Bp \| Bc \| Diff \| \| ---- \| --------------------------- \| --- \| -- \| -- \| -- \| -- \| -- \| -- \| ---- \| \| 1 \| FK Budućnost Podgorica \| 57 \| 33 \| 17 \| 6 \| 10 \| 52 \| 28 \| +24 \| \| 2 \| FK Zeta Golubovci \| 57 \| 33 \| 19 \| 6 \| 8 \| 38 \| 17 \| +21 \| \| 4 \| FK Mladost Podgorica T \| 57 \| 33 \| 16 \| 9 \| 8 \| 46 \| 22 \| +24 \| \| 3 \| FK Sutjeska Nikšić C \| 55 \| 33 \| 15 \| 10 \| 8 \| 43 \| 25 \| +18 \| \| 5 \| FK Dečić Tuzi \| 50 \| 33 \| 14 \| 8 \| 11 \| 27 \| 32 \| -5 \| \| 6 \| FK Iskra Danilovgrad \| 49 \| 33 \| 14 \| 7 \| 12 \| 29 \| 32 \| -3 \| \| 7 \| FK Grbalj Radanovići \| 46 \| 33 \| 11 \| 13 \| 9 \| 28 \| 25 \| +3 \| \| 8 \| FK Rudar Pljevlja \| 42 \| 33 \| 11 \| 9 \| 13 \| 35 \| 31 \| +4 \| \| 9 \| OFK Petrovac \| 39 \| 33 \| 11 \| 6 \| 16 \| 30 \| 50 \| -20 \| \| 10 \| FK Bokelj Kotor \| 36 \| 33 \| 8 \| 12 \| 13 \| 28 \| 34 \| -6 \| \| 11 \| FK Lovćen Cetinje \| 34 \| 33 \| 10 \| 7 \| 16 \| 25 \| 36 \| -11 \| \| 12 \| FK Jedinstvo Bijelo Polje P \| 14 \| 33 \| 3 \| 5 \| 25 \| 20 \| 69 \| -49 \| | Qualifications européennes - 1er : 2e tour de qualification en Ligue des champions 2017-2018 - 2e et 3e et C : 2e tour de qualification en Ligue Europa 2017-2018 FK Sutjeska Nikšić qualifié en Ligue Europa en tant que vainqueur de la Coupe du Montenegro Relégations - 8e et 9e : Barrage de relégation en Druge Liga 2017-2018 - 10e 11e et 12e : Relégation en Druge Liga 2017-2018 - T : Tenant du titre - C : Vainqueur de la Crnogorski fudbalski kup 2016-2017 - P : Promu de Druge Liga 2015-2016 FK Zeta Golubovci -3 points de pénalité FK Lovćen Cetinje -3 points de pénalité |     |    |    |    |    |    |    |      |
| Rang | Équipe | Pts | J  | G  | N  | P  | Bp | Bc | Diff |
| 1 | FK Budućnost Podgorica | 57  | 33 | 17 | 6  | 10 | 52 | 28 | +24  |
| 2 | FK Zeta Golubovci | 57  | 33 | 19 | 6  | 8  | 38 | 17 | +21  |
| 4 | FK Mladost Podgorica T | 57  | 33 | 16 | 9  | 8  | 46 | 22 | +24  |
| 3 | FK Sutjeska Nikšić C | 55  | 33 | 15 | 10 | 8  | 43 | 25 | +18  |
| 5 | FK Dečić Tuzi | 50  | 33 | 14 | 8  | 11 | 27 | 32 | -5   |
| 6 | FK Iskra Danilovgrad | 49  | 33 | 14 | 7  | 12 | 29 | 32 | -3   |
| 7 | FK Grbalj Radanovići | 46  | 33 | 11 | 13 | 9  | 28 | 25 | +3   |
| 8 | FK Rudar Pljevlja | 42  | 33 | 11 | 9  | 13 | 35 | 31 | +4   |
| 9 | OFK Petrovac | 39  | 33 | 11 | 6  | 16 | 30 | 50 | -20  |
| 10 | FK Bokelj Kotor | 36  | 33 | 8  | 12 | 13 | 28 | 34 | -6   |
| 11 | FK Lovćen Cetinje | 34  | 33 | 10 | 7  | 16 | 25 | 36 | -11  |
| 12 | FK Jedinstvo Bijelo Polje P | 14  | 33 | 3  | 5  | 25 | 20 | 69 | -49  |

Source : Classement officiel sur le site de la Fédération du Monténégro de football
2

### Résultats
| Résultats (▼dom., ►ext.)  | BOK | BUD | DEČ | GRB | ISK | JED | LOV | MLA | PET | RUD | SUT | ZET |
| FK Bokelj Kotor           |     | 2-2 | 1-1 | 0-0 | 0-1 | 2-1 | 0-0 | 1-0 | 3-0 | 2-1 | 1-2 | 0-1 |
| FK Budućnost Podgorica    | 3-0 |     | 0-1 | 2-0 | 2-0 | 2-0 | 5-0 | 1-0 | 5-0 | 0-2 | 4-2 | 1-0 |
| FK Dečić Tuzi             | 1-3 | 1-2 |     | 1-0 | 1-2 | 2-1 | 2-1 | 2-0 | 1-4 | 2-1 | 1-0 | 2-0 |
| FK Grbalj Radanovići      | 0-0 | 1-1 | 3-0 |     | 1-1 | 1-0 | 2-0 | 1-0 | 0-1 | 2-1 | 2-2 | 1-0 |
| FK Iskra Danilovgrad      | 1-0 | 0-3 | 0-0 | 0-1 |     | 1-2 | 1-0 | 1-3 | 1-0 | 1-0 | 0-3 | 0-2 |
| FK Jedinstvo Bijelo Polje | 1-0 | 0-0 | 0-1 | 2-2 | 1-2 |     | 0-2 | 0-1 | 1-3 | 0-0 | 0-0 | 0-3 |
| FK Lovćen Cetinje         | 2-0 | 0-2 | 0-0 | 2-1 | 1-0 | 2-0 |     | 0-0 | 0-1 | 0-0 | 0-2 | 0-1 |
| FK Mladost Podgorica      | 3-1 | 1-2 | 1-0 | 0-0 | 0-0 | 5-0 | 0-0 |     | 1-0 | 2-1 | 2-1 | 1-0 |
| OFK Petrovac              | 1-1 | 0-2 | 3-0 | 1-0 | 2-1 | 0-0 | 1-0 | 0-3 |     | 1-2 | 0-0 | 1-1 |
| FK Rudar Pljevlja         | 2-0 | 1-0 | 0-0 | 1-1 | 0-0 | 5-0 | 1-1 | 0-1 | 3-2 |     | 1-0 | 1-1 |
| FK Sutjeska Nikšić        | 2-0 | 1-1 | 1-1 | 1-1 | 2-1 | 3-2 | 1-0 | 1-1 | 0-0 | 1-0 |     | 0-0 |
| FK Zeta Golubovci         | 1-0 | 1-1 | 0-1 | 2-1 | 3-1 | 1-0 | 1-0 | 0-0 | 0-0 | 3-0 | 1-0 |     |

| Résultats (▼dom., ►ext.)  | BOK | BUD | DEČ | GRB | ISK | JED | LOV | MLA | PET | RUD | SUT | ZET |
| FK Bokelj Kotor           |     |     | 2-1 | 0-0 |     |     | 0-1 | 0-0 |     | 0-0 |     |     |
| FK Budućnost Podgorica    | 2-2 |     | 2-0 | 0-2 |     | j33 |     | 0-1 |     | 3-2 |     |     |
| FK Dečić Tuzi             |     |     |     |     | j33 | 2-1 | 1-0 | 0-0 | 0-0 |     | 1-0 |     |
| FK Grbalj Radanovići      |     |     | 0-1 |     | 2-3 | 1-0 | 0-3 | 0-0 | j33 |     |     |     |
| FK Iskra Danilovgrad      | 0-0 | 1-0 |     |     |     |     |     |     | 4-0 |     | 1-0 | 1-0 |
| FK Jedinstvo Bijelo Polje | 1-3 |     |     |     | 0-2 |     | 0-1 |     | 3-1 | 1-4 |     |     |
| FK Lovćen Cetinje         |     | 1-0 |     |     | 0-0 |     |     |     | 6-0 |     | 0-2 | 0-3 |
| FK Mladost Podgorica      |     |     |     |     | 1-2 | 6-2 | j33 |     | 2-0 |     | 1-3 | 0-1 |
| OFK Petrovac              | 1-3 | 1-0 |     |     |     |     |     |     |     | 3-1 | 0-1 | 3-1 |
| FK Rudar Pljevlja         |     |     | 1-0 | 0-0 | 2-0 |     | 2-0 | 0-1 |     |     |     |     |
| FK Sutjeska Nikšić        | 1-1 | 1-0 |     | 0-0 |     | 4-0 |     |     |     | j33 |     | 1-2 |
| FK Zeta Golubovci         | j33 | 1-0 | 3-0 | 0-1 |     | 3-0 |     |     |     | 1-0 |     |     |

Source : Résultats officiel sur le site de la Fédération du Monténégro de football

### Barrage de promotion-relégation
À la fin de la saison, un match de barrage de promotion-relégation oppose le dixième de première division au second de deuxième division et le onzième de première division au troisième de deuxième division.
| 31 mai 2017 | OFK Petrovac | 4-0   | FK Ibar Rozaje |  |  |
| 17h30       |              | (2-0) |                |  |  |

| 4 juin 2017 | FK Ibar Rozaje | 1-1   | OFK Petrovac |  |  |
| 17h30       |                | (0-0) |              |  |  |

| 31 mai 2017 | FK Otrant-Olympic | 1-0   | FK Rudar Pljevlja |  |  |
| 17h30       |                   | (1-0) |                   |  |  |

| 4 juin 2017 | FK Rudar Pljevlja | 3-0   | FK Otrant-Olympic |  |  |
| 17h30       |                   | (1-0) |                   |  |  |

### Leader par journée
La frise suivante montre l'évolution des équipes ayant successivement occupé la première place :

### Lanterne rouge par journée
La frise suivante montre l'évolution des équipes ayant successivement occupé la dernière place :

## Statistiques

### Domicile et extérieur
| Rang | Équipe                    | Pts | J  | G  | N | P  | Bp | Bc | Diff |
| ---- | ------------------------- | --- | -- | -- | - | -- | -- | -- | ---- |
| 1    | FK Zeta Golubovci         | 36  | 16 | 11 | 3 | 2  | 21 | 5  | +16  |
| 2    | FK Budućnost Podgorica    | 34  | 15 | 11 | 1 | 3  | 32 | 11 | +21  |
| 3    | FK Dečić Tuzi             | 32  | 16 | 10 | 2 | 4  | 20 | 14 | +6   |
| 4    | FK Mladost Podgorica      | 30  | 16 | 9  | 3 | 4  | 20 | 11 | +9   |
| 5    | FK Rudar Pljevlja         | 29  | 15 | 8  | 5 | 2  | 20 | 7  | +13  |
| 6    | FK Sutjeska Nikšić        | 29  | 16 | 6  | 8 | 1  | 20 | 10 | +10  |
| 7    | FK Grbalj Radanovići      | 26  | 16 | 7  | 5 | 4  | 17 | 13 | +4   |
| 8    | FK Iskra Danilovgrad      | 26  | 15 | 8  | 2 | 5  | 12 | 14 | -2   |
| 9    | OFK Petrovac              | 25  | 16 | 7  | 2 | 8  | 18 | 19 | -1   |
| 10   | FK Lovćen Cetinje         | 22  | 15 | 6  | 4 | 5  | 14 | 9  | +5   |
| 11   | FK Bokelj Kotor           | 19  | 15 | 4  | 7 | 4  | 12 | 10 | +2   |
| 12   | FK Jedinstvo Bijelo Polje | 7   | 15 | 1  | 4 | 10 | 7  | 24 | -17  |

| Rang | Équipe                    | Pts | J  | G | N | P  | Bp | Bc | Diff |
| ---- | ------------------------- | --- | -- | - | - | -- | -- | -- | ---- |
| 1    | FK Iskra Danilovgrad      | 25  | 16 | 7 | 4 | 5  | 16 | 18 | -2   |
| 2    | FK Sutjeska Nikšić        | 23  | 15 | 7 | 2 | 6  | 21 | 14 | +7   |
| 3    | FK Mladost Podgorica      | 21  | 15 | 5 | 6 | 4  | 10 | 7  | +3   |
| 4    | FK Zeta Golubovci         | 21  | 15 | 6 | 3 | 6  | 13 | 12 | +1   |
| 5    | FK Budućnost Podgorica    | 20  | 16 | 5 | 5 | 6  | 16 | 13 | +3   |
| 6    | FK Dečić Tuzi             | 17  | 15 | 4 | 5 | 6  | 6  | 15 | -9   |
| 7    | FK Grbalj Radanovići      | 16  | 15 | 3 | 7 | 5  | 10 | 12 | -2   |
| 8    | FK Lovćen Cetinje         | 15  | 16 | 4 | 3 | 9  | 9  | 17 | -8   |
| 9    | OFK Petrovac              | 15  | 15 | 4 | 3 | 8  | 11 | 27 | -16  |
| 10   | FK Bokelj Kotor           | 14  | 16 | 3 | 5 | 8  | 14 | 22 | -8   |
| 11   | FK Rudar Pljevlja         | 12  | 16 | 3 | 3 | 10 | 15 | 22 | -7   |
| 12   | FK Jedinstvo Bijelo Polje | 4   | 16 | 1 | 1 | 14 | 9  | 40 | -31  |

### Buts marqués par journée
Ce graphique représente le nombre de buts marqués lors de chaque journée.

### Classement des buteurs
mise à jour : 26 Mai 2017
| Rang | Joueur          | Equipe              | Buts |
| ---- | --------------- | ------------------- | ---- |
| 1    | Zoran Petrović  | Mladost Podgorica   | 14   |
| 2    | Goran Vujović   | Budućnost Podgorica | 12   |
| 3    | Bojan Božović   | FK Sutjeska         | 11   |
| 3    | Vule Vujačić    | Dečić               | 11   |
| 3    | Radomir Đalović | Budućnost Podgorica | 11   |

## Bilan de la saison
| Championnat du Monténégro de football 2016-2017      |                                                           |
| Champion                                             | FK Budućnost Podgorica                                    |
| Coupes et trophées                                   |                                                           |
| Vainqueur de la Coupe du Monténégro 2016-2017        | FK Sutjeska Nikšić                                        |
| Qualifications continentales                         |                                                           |
| Ligue des champions de l'UEFA 2017-2018              | FK Budućnost Podgorica                                    |
| Ligue Europa 2017-2018                               | FK Sutjeska Nikšić FK Zeta Golubovci FK Mladost Podgorica |
| Promotions et relégations                            |                                                           |
| Promus en Championnat du Monténégro de football D1   | FK Kom                                                    |
| Relégués en Championnat du Monténégro de football D2 | FK Bokelj Kotor                                           |
| Relégués en Championnat du Monténégro de football D2 | FK Lovćen Cetinje                                         |
| Relégués en Championnat du Monténégro de football D2 | FK Jedinstvo Bijelo Polje                                 |

## Parcours en coupes d'Europe

### Parcours européen des clubs

#### FK Mladost Podgorica
Les équipes marquées d'un astérisque sont têtes de série lors du tirage au sort.
| Équipe                                               | Aller                                                | Total                                                | Retour                                               | Équipe                                               |
| Ligue des champions - Deuxième tour de qualification | Ligue des champions - Deuxième tour de qualification | Ligue des champions - Deuxième tour de qualification | Ligue des champions - Deuxième tour de qualification | Ligue des champions - Deuxième tour de qualification |
| ---------------------------------------------------- | ---------------------------------------------------- | ---------------------------------------------------- | ---------------------------------------------------- | ---------------------------------------------------- |
| *Ludogorets Razgrad                                  | 2 - 0                                                | 5 - 0                                                | 3 - 0                                                | FK Mladost Podgorica                                 |

#### FK Bokelj Kotor
Les équipes marquées d'un astérisque sont têtes de série lors du tirage au sort.
| Équipe                                       | Aller                                        | Total                                        | Retour                                       | Équipe                                       |
| Ligue Europa - Premier tour de qualification | Ligue Europa - Premier tour de qualification | Ligue Europa - Premier tour de qualification | Ligue Europa - Premier tour de qualification | Ligue Europa - Premier tour de qualification |
| -------------------------------------------- | -------------------------------------------- | -------------------------------------------- | -------------------------------------------- | -------------------------------------------- |
| FK Bokelj Kotor                              | 1 - 1                                        | 1 - 6                                        | 0 - 5                                        | Vojvodina Novi Sad*                          |

#### FK Rudar Pljevlja
Les équipes marquées d'un astérisque sont têtes de série lors du tirage au sort.
| Équipe                                       | Aller                                        | Total                                        | Retour                                       | Équipe                                       |
| Ligue Europa - Premier tour de qualification | Ligue Europa - Premier tour de qualification | Ligue Europa - Premier tour de qualification | Ligue Europa - Premier tour de qualification | Ligue Europa - Premier tour de qualification |
| -------------------------------------------- | -------------------------------------------- | -------------------------------------------- | -------------------------------------------- | -------------------------------------------- |
| *FK Kukësi                                   | 1 - 1                                        | 2 - 1                                        | 1 - 0                                        | FK Rudar Pljevlja                            |

#### FK Budućnost Podgorica
Les équipes marquées d'un astérisque sont têtes de série lors du tirage au sort.
| Équipe                                        | Aller                                        | Total                                        | Retour                                       | Équipe                                       |
| Ligue Europa - Premier tour de qualification  | Ligue Europa - Premier tour de qualification | Ligue Europa - Premier tour de qualification | Ligue Europa - Premier tour de qualification | Ligue Europa - Premier tour de qualification |
| --------------------------------------------- | -------------------------------------------- | -------------------------------------------- | -------------------------------------------- | -------------------------------------------- |
| *Rabotnički Skopje                            | 1 - 1                                        | 1 - 2                                        | 0 - 1                                        | FK Budućnost Podgorica                       |
| Ligue Europa - Deuxième tour de qualification |                                              |                                              |                                              |                                              |
| *KRC Genk                                     | 2 - 0                                        | 2 - 2 4 - 2 tab                              | 0 - 2                                        | FK Budućnost Podgorica                       |

### Coefficient UEFA des clubs engagés en Coupe d'Europe
Le parcours des clubs monténégrins en coupes d'Europe est important puisqu'il détermine le coefficient UEFA, et donc le nombre de clubs monténégrins présents en coupes d'Europe les années suivantes.
Ce classement est fondé sur les résultats des clubs entre la saison 2011-2012 et la saison 2016-2017. Il sert pour les tirages aux sort des compétitions européennes 2017-2018. Seuls les clubs monténégrins sont ici présentés.
- Ligue des champions 2016-2017
- Ligue Europa 2016-2017

Mise à jour le : 1er décembre 2016
| Club                   | Victoire | Nul | Défaite | Bonus | Points | Moyenne |
| ---------------------- | -------- | --- | ------- | ----- | ------ | ------- |
| FK Mladost Podgorica   | 0        | 0   | 2       | 0.000 |        |         |
| FK Bokelj Kotor        | 0        | 1   | 1       | 0.000 |        |         |
| FK Rudar Pljevlja      | 0        | 1   | 1       | 0.000 |        |         |
| FK Budućnost Podgorica | 2        | 1   | 1       | 0.000 |        |         |
| Monténégro             | 2        | 3   | 5       | 0.000 | 3.000  | 1.000   |

### Coefficient UEFA du championnat monténégrin
Le parcours des clubs monténégrins en UEFA est important puisqu'il détermine le coefficient UEFA, et donc les futures places en coupes d'Europe des différents clubs monténégrins.
Mise à jour le : 1er décembre 2016
| Nation         | Rang UEFA | Clubs | Bonus | Points | Moyenne |  |
| -------------- | --------- | ----- | ----- | ------ | ------- |  |
| Nation         | Rang UEFA | Clubs | Bonus | Points | Moyenne |  |
| Pays de Galles | 44        | 0/4   | 0.000 | 4.000  | 1.000   |  |
| Monténégro     | 45        | 0/3   | 0.000 | 3.000  | 1.000   |  |
| Islande        | 46        | 0/4   | 0.000 | 4.000  | 1.000   |  |

Le classement UEFA de la fin de saison 2016-2017 donne le classement et donc la répartition et le nombre d'équipes pour les coupes d'Europe de la saison 2017-2018.